# 中华人民共和国国家卫生健康委员会直属（管理）医院
中华人民共和国国家卫生健康委员会直属（管理）医院（简称委属委管医院），是对直属于中华人民共和国国家卫生健康委员会的医院，以及不直属于该委、但受该委直接监管的医院的合称。历史上曾有十数所医院由卫生部（国家卫生健康委员会的前身）直属或直接管理，后大部分划归地方政府管理。
目前，共有44所医院由国家卫生健康委员会直属或直接监管，包括3所直属医院和41所直接监管医院。其中北京医院、北京协和医院、中日友好医院为直属医院，其余41所直接监管医院为国家卫生健康委员会管理的事业单位，委管医院预算由国家卫生健康委编列、机构编制事项报中央编办国家事业单位登记管理局备案。
自2009年起，对委属委管医院的监管责任陆续下放到省级，由当地卫生部门属地化监管。上海市人民政府、广东省人民政府为其辖区内委管医院提供专项财政拨款。

## 列表
国家卫生健康委直属医院
- 北京医院
- 中国医学科学院北京协和医院（北京协和医院、中国医学科学院临床医学研究所）
- 中日友好医院（中日友好临床医学研究所）

国家卫生健康委直接监管的医院
- 中国医学科学院阜外医院
- 中国医学科学院肿瘤医院
- 中国医学科学院整形外科医院
- 中国医学科学院血液病医院
- 中国医学科学院皮肤病医院
- 北京大学第一医院
- 北京大学人民医院
- 北京大学第三医院
- 北京大学口腔医院
- 北京大学第六医院
- 吉林大学第一医院
- 吉林大学第二医院
- 吉林大学中日联谊医院
- 吉林大学口腔医院
- 复旦大学附属中山医院（省部共建）
- 复旦大学附属华山医院（省部共建）
- 复旦大学附属儿科医院（省部共建）
- 复旦大学附属妇产科医院（省部共建）
- 复旦大学附属眼耳鼻喉科医院（省部共建）
- 复旦大学附属肿瘤医院（省部共建）
- 山东大学齐鲁医院
- 山东大学第二医院
- 华中科技大学同济医学院附属协和医院
- 华中科技大学同济医学院附属同济医院
- 华中科技大学同济医学院附属梨园医院
- 中南大学湘雅医院
- 中南大学湘雅二医院
- 中南大学湘雅三医院
- 中山大学附属第一医院（省部共建）
- 中山大学孙逸仙纪念医院（省部共建）
- 中山大学附属第三医院（省部共建）
- 中山大学肿瘤防治中心（省部共建）
- 中山大学中山眼科中心（省部共建）
- 中山大学附属口腔医院（省部共建）
- 四川大学华西医院
- 四川大学华西第二医院
- 四川大学华西口腔医院
- 四川大学华西第四医院
- 西安交通大学医学院第一附属医院
- 西安交通大学医学院第二附属医院
- 西安交通大学口腔医院

## 名单变动
中国医科大学原为卫生部直属的医科大学，该校拥有中国医科大学附属第一医院、中国医科大学附属盛京医院、中国医科大学附属第四医院、中国医科大学附属口腔医院四所直属附属医院，这四所医院同时也是卫生部直接管理的医院。2000年，中国医科大学由卫生部直属划转为省部共建，以辽宁省卫生厅管理为主，四所附属医院也同时划转为省部共建，不再归卫生部管理。